# حراثة كفافية

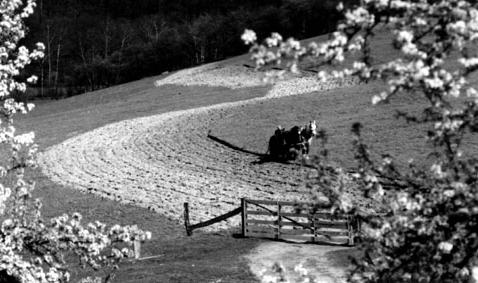
حراثة كفافية في بنسلفانية عام 1938

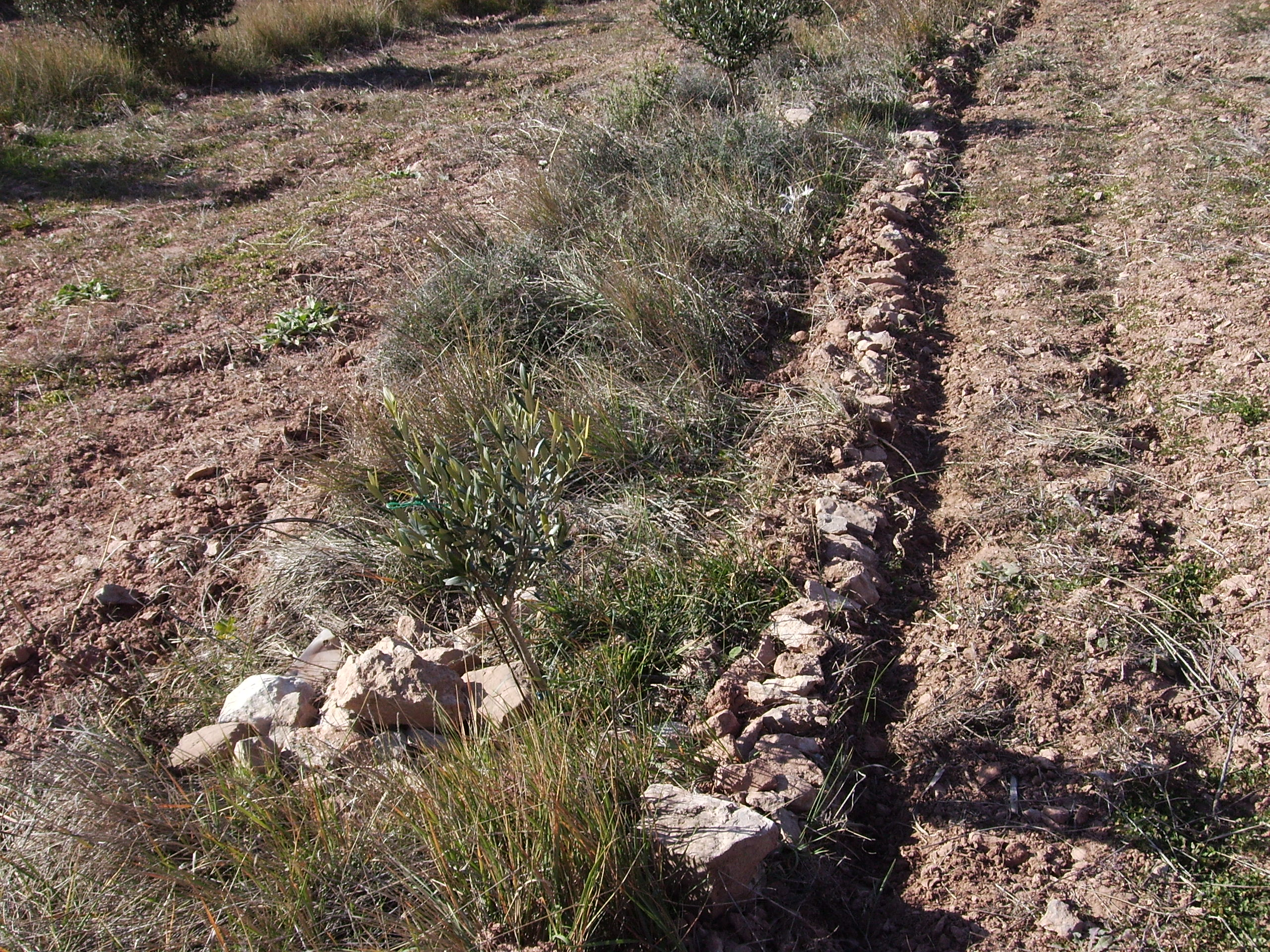

الحراثة الكفافية هي ممارسة زراعية تتمثل في الحرث أو الزراعة أو كليهما عبر منحدر يتبع خطوط كفاف الارتفاع. تخلق خطوط الكفاف هذه فاصلًا مائيًا يقلل من تكوين الحشائش والأخاديد خلال أوقات هطول الأمطار الغزيرة ما يتيح مزيدًا من الوقت لاستقرار الماء في التربة. تتجه الأثلام التي يصنعها المحراث عموديًا بدلاً من أن تكون موازية للمنحدرات في الحراثة الكفافية وعادةً ما تكون الأثلام تنحني حول الأرض وتكون مستوية. تُعرف هذه الطريقة أيضًا بمنع الحراثة مانعة التعرية.  تعرية الحراثة هو حركة التربة وتآكلها عن طريق حرث قطعة أرض معينة.